# Simeó
|  | Per a altres significats, vegeu «Simeó (desambiguació)». |

Segons el llibre del Gènesi, Simeó (hebreu: שִׁמְעוֹן בן-יַעֲקֹב, שִׁמְעוֹן בן-יַעֲקֹב‎) va ser el segon dels dotze fills del patriarca Jacob, que el va tenir amb la seva primera esposa Lia, filla de Laban. Els seus descendents formarien l'anomenada Tribu de Simeó del poble d'Israel.
Simeó va néixer a Padan-Aram (Mesopotàmia), durant els anys en què el seu pare Jacob va viure a casa del seu oncle Laban. Jacob va prosperar mentre vivia a casa de Laban, el seu oncle, i aviat van sorgir les enveges que van enemistar les famílies de Laban i de Jacob. Jacob va decidir de marxar cap a Canaan.
Quan Simeó comptava tretze anys, el príncep hivita Siquem va raptar i violar la seva germana Dina. A continuació, el pare de Siquem anà a trobar Jacob i li demanà la mà de la filla per al jove príncep així com va oferir les seves filles als fills de Jacob, a fi d'unir-se en un sol poble.
Els israelites els van dir que no podien donar les seves dones a persones incircumcises. Així, tota la població es circumcidà. Dos dies més tard, però, Simeó i Leví, van entrar a la ciutat on els seus habitants encara eren convalescents i dolorits. Van matar tots els homes, van saquejar la ciutat i es van apropiar dels seus ramats i de les seves dones i fills (segons el Llibre de Jasher, Simeó es casaria amb una d'aquestes noies segrestades, de nom Bona). Tot seguit, tota la família de Jacob va abandonar aquell lloc per evitar el conflicte, no sense el retret de Jacob a Leví i Simeó per la matança que havien fet.
La família va traslladar-se per fi a Hebron, on Simeó va conèixer el seu avi Isaac. Anys més tard, Isaac va morir i el van enterrar a la Cova de Macpelà.
Un dia, juntament amb els seus germans envejosos de Josep, el van vendre a un mercader d'esclaus ismaelita que anava a Egipte i van dir al seu pare que havia estat mort per una fera. Quan arribaren temps de sequera, baixà amb els seus germans a Egipte per comprar aliments. Allà es toparen amb el regent del país, que va retenir Simeó fins que els altres germans no portessin a Egipte el germà més petit, Benjamí, que s'havia quedat a Canaan fent costat al seu pare. Quan van tornar amb el germà petit, el regent els va confessar que en realitat ell era el seu germà Josep, i els va perdonar a tots. Aleshores la família s'instal·là a Egipte.
Simeó es va casar amb l'esclava Bona, segons algunes fonts jueves, o amb una cananea, segons altres teories rabíniques, i va tenir sis fills:
- Jemuel o Nemuel
- Jamín
- Ohad
- Jaquín o Jarib
- Sóhar o Zèrah
- Xaül, pare de:
  - Xal·lum
  - Mibsam
  - Mixmà, pare de:
    - Hammuel
    - Zacur
    - Ximí, que va tenir setze fills i setze filles. Els seus descendents vivien a les ciutats de Beerxeba, Moladà, Hassar-Xual, Bilhà, Èssem, Tolad, Betuel, Hormà, Siclag, Betammarcabot, Hassar-Sussim, Betbirí, Xaaraim, Etam, Enrimmon, Toquen, Aixan i altres pobles del seu entorn.

Simeó va morir a l'edat de 120 anys, segons moltes versions jueves, tres anys abans de la mort del seu germà gran Rubèn.